# Provincia de Choiseul
La provincia de Choiseul es una de las nueve que forman las Islas Salomón. Está situada entre la isla de Bougainville (Papúa Nueva Guinea) y Santa Isabel, en el oeste del archipiélago. 
Consta principalmente de la isla de Choiseul con una superficie de 3.294 km², y también están incluidas tres pequeñas islas de alrededor: Taro (100 km²), Vaghena (243 km²) y Rob Roy (200 km²). Tiene una población de 20.000 habitantes. Su capital es Taro, en la isla del mismo nombre.

## Historia

### Descubrimiento y nombre
Cuando el explorador español Álvaro de Mendaña de Neira descubrió la isla en 1568, la llamó San Marcos.
Fue olvidada durante 200 años hasta que el explorador francés Louis Antoine de Bougainville la descubrió de nuevo y la llamó Choiseul.

### Era colonial
Igual que Buka, Bougainville (ahora parte de Papúa Nueva Guinea), Isla de Santa Isabel e Islas Ontong, formó parte de las Islas Salomón Alemanas hasta 1899, cuando Alemania las cedió para que pasaran a formar parte de las Islas Salomón Británicas, que ya tenían su independencia del Reino Unido desde julio de 1977. 
Durante la II Guerra Mundial, parte de Choiseul fue ocupada por fuerzas japonesas, cuya guarnición fue invadida por la marina estadounidense en octubre y noviembre de 1943.
- Datos: Q399063